# Campiglossa anchorata
Campiglossa anchorata är en tvåvingeart som först beskrevs av Munro 1957.  Campiglossa anchorata ingår i släktet Campiglossa och familjen borrflugor. Inga underarter finns listade.